# جان لوکاس دوم
جان لوکاس (انگلیسی: John Lucas II؛ زاده ۳۱ اکتبر ۱۹۵۳) یک بازیکن بسکتبال اهل ایالات متحده آمریکا است.